# Tatort: Gesang der toten Dinge
Gesang der toten Dinge ist ein Fernsehfilm aus der Krimireihe Tatort. Der vom Bayerischen Rundfunk produzierte Beitrag wurde am 29. März 2009 im Ersten Programm der ARD als 728. Folge der Reihe erstgesendet. Für die Kommissare Ivo Batic (Miroslav Nemec) und Franz Leitmayr (Udo Wachtveitl) ist es ihr 52. Fall.

## Handlung
In einer Villengegend in Neuhausen-Nymphenburg, einem Stadtteil von München: Jemand gibt einer roten Katze eine Spritze und packt sie dann in eine Tasche. Kurz darauf tritt eine Frau auf einen Balkon und atmet tief durch. Als sie wieder ins Zimmer geht, fällt ein Schuss. 
Die Kriminalhauptkommissare Ivo Batic und Franz Leitmayr werden gerufen. Eine Frau wurde erschossen. Neben ihr liegt ein Abschiedsbrief. Bei der Toten handelt es sich um die bekannte TV-Astrologin Doro Pirol. An der Wand fehlt ein Bild. Die Polizei wurde von Selina Fritsch, die sich als Freundin Doros bezeichnet und wie sie beim Sender Astraltime arbeitet, alarmiert. Gleichzeitig hat sie Remy Pirol, den Ehemann der Toten angerufen, der zusammen mit seinem Schwiegervater, Prof. Dr. Karl-Dieter Mosberg, die Villa betritt. Pirol ist völlig außer sich. Dass er vorübergehend getrennt von seiner Frau lebe, habe nichts zu sagen, beteuert er. Pirol tritt beim Sender Astraltime als „Prophet“ auf und berät Anrufer live. Als die Kommissare erfahren, dass auch Doros Stiefvater Prof. Mosberg, ein habilitierter Mathematiker, dort tätig ist, verwundert sie das. Batic befragt die Haushälterin und gute Seele des Hauses, wie sie vom Stiefvater der Toten bezeichnet wird, Frau Annemarie Weigand, die sich tief betroffen über den Tod Doros zeigt. Selina Fritsch ist der Ansicht, dass Doro niemals einen so theatralischen Abschiedsbrief geschrieben hätte. Es sei nicht ihre Art gewesen, sich so auszudrücken. Batic und Leitmayr erhalten in diesem Fall Unterstützung durch die Schweizer Kollegin Gabi Kunz. Es wird festgestellt, dass eine Kugel in der Wand steckt an der Stelle, wo das fehlende Bild hing. Der Gerichtsmediziner Dr. Alt meint nach einer Obduktion, dass stichhaltige Argumente für einen Selbstmord sprechen würden.
Die Kommissare Batic und Leitmayr finden zum esoterischen Umfeld, in dem sie sich nun bewegen, nur schwer Zutritt. Bei weiteren Ermittlungen stellt sich heraus, dass es mit der Ehe der Pirols nicht zum Besten stand, nachdem Remy Pirol ein Verhältnis mit Selina Fritsch eingegangen war. Als man feststellt, dass der sogenannte Abschiedsbrief tatsächlich eine Fälschung ist, rückt der Mordverdacht wieder ins Zentrum der Ermittlungen. Doros letzter Kalendereintrag gibt den Kommissaren Rätsel auf und führt sie zu Fefi Zänglein, die seit langer Zeit in der Parkanlage Schloss Nymphenburg wirkt. Die Frau verfügt über eine ganz besondere Gabe, das sogenannte „Aura-Sehen“. Immer mal wieder hatte sie deswegen Ärger mit Behördenträgern. Batic, der sich beim Nordic Walking den Knöchel verstaucht hat, weiß nicht nur ihre heilenden Kräuter zu schätzen, sondern ist auch beeindruckt, als sie ihm von seinem seit langer Zeit toten Hund erzählt, der ihm viel bedeutete.
Im Laufe der Ermittlungen, bei denen Fefi Zänglein Batic so manchen guten Hinweis liefert, stellt sich heraus, dass ihr in erster Linie verdächtiger Ehemann Remy nichts mit Doros Tod zu tun hat. Sie hat sich selbst getötet, da sie unheilbar krank war. Ihr Stiefvater, Prof. Mosberg, hatte den zweiten Schuss abgegeben, der in der Wand gelandet war und die Selbstmordtheorie ins Wanken bringen sollte. Wäre Doro Pirols Ehemann Remy, dem er das Ganze in die Schuhe schieben wollte, verurteilt worden, wäre er Erbe der Villa und des weiteren Vermögens geworden. Der angeblich von Doro geschriebene Abschiedsbrief sollte eine weitere Spur zu Remy legen. Um an das Erbe zu kommen, hätte er allerdings zuvor auch noch Doros alte Tante Gretel Filchner, die in einem Altenheim untergebracht ist, töten müssen. Seine Versuche insoweit schlugen jedoch letztendlich fehl.

## Hintergrund
Gedreht wurde diese Tatort-Folge vom 16. September bis zum 17. Oktober 2008 in München und Umgebung.
Für den Österreicher Thomas Roth war dies sein erster Einsatz als Regisseur in einer deutschen Tatort-Folge. Der Titel der Folge Gesang der toten Dinge wurde gewählt, weil Fefi Zänglein (Irm Hermann) Geräusche toter Dinge auf Band aufnimmt, um daraus Melodien zu kreieren. Sabine Timoteo als Schweizer Polizistin Gabi Kunz sollte den ausgeschiedenen Carlo Menzinger (Michael Fitz) ersetzen.
Die Darstellung der Schweizer Polizistin durch Sabine Timoteo führte zu kontroversen Stellungnahmen. Das Schweizer Onlinemagazin “20min.ch” meinte ihre Rolle sei „dümmlich und einer Karikatur gleich.“ “Derbund.ch” sprach von einer „klischeehaften und unrealistischen“ Darstellung. Sabine Timoteo äußerte sich zur Kritik ihrer Landsleute und meinte, dass sie deren Kritik großteils nicht nachvollziehen könne. Auch die Titulierungen, sie habe eine „hässliche Schweizerin“ resp. eine „kurzhaarige Alpen-Ninja“ gegeben und sei eine „Vaterlandsverräterin“, wies sie zurück. Auf ihrer Webseite bezog sie Stellung und meinte, sie werde sich für ihre Darstellung der Gabi Kunz nicht entschuldigen und sei von der deutschen Produktionsfirma auch nicht missbraucht worden. Im Gegenteil, die Rolle sei erst auf ihren Wunsch hin hinsichtlich der Sprache von Kunz umgeschrieben worden, da ihre Empfindung beim Lesen gewesen sei, dass mit hochdeutscher Sprache nichts Schweizerisches in die Rolle eingeflossen wäre. Bei ihren deutschen Fans entschuldigte sie sich, falls sie sie nicht immer verstanden hätten.

## Rezeption

### Kritiken
„Aus dem Reich des Glaubens und dem des Wissens, aus den Gefechten der klassischen Wissenschaft mit jenen Disziplinen, die um ihre Anerkennung kämpfen müssen, hätte man durchaus einen kriminalistisch und psychologisch anspruchsvollen Tatort machen können. Aber hier wurde das Thema nur niedergekalauert. Der Krimi als Komödie ohne jeden Geist: Das ist in jedem Fall falsch, egal, ob man nun mehr oder weniger Dinge zwischen Himmel und Erde vermutet.“

TV Spielfilm war der Ansicht, dass es sich um einen „bizarren Fall mit schrägem Personal“ gehandelt habe. „Am Ende der skurrilen Story [sei] klar, [dass es] Dinge [gebe], die sich einfach nicht erklären [ließen].“
Focus Online fasste zusammen: „Glaube versus Wissen, Beweise kontra Aura, Fakten gegen Ahnung – charmante Gegensätze treffen hier beim Münchner ‚Tatort‘ aufeinander. Während der eher rationale Kommissar Leitmayr ‚Energieberater‘ für Mitarbeiter der Stadtwerke hält, lässt sich Ivo ‚Psi-vo‘ Batic von der rätselhaften Fefi zum Spiel mit dem nicht Sichtbaren verführen. Tatsächlich gewinnt diesmal, wer glaubt, statt zu wissen...“ […] Regisseur Thomas Roth „verlaufe sich gründlich, es gebe unlogische Handlungsstränge und fade Witze über Nordic Walker würden das Ganze noch ergänzen. […] Der Showdown im Altersheim [sei] so muffig wie Magenschonkost. Da [sei] man von den Bayern deftigere Kost gewöhnt.“
Kathrin Buchner kam für die Zeitschrift Stern zu dem Urteil: „Am Ende erweist sich der Stiefvater als Erbschleicher und landet im Restmüllcontainer. Dorthin gehört auch die ‚Tatort‘-Folge. Das Überirdische ist unterirdisch, ein Komödienstadel mit Kasperlfiguren. Allein Kommissar Batic' kuriose Ausflüge in den Märchenwald bieten interessante Einblick in das Seelenleben eines verunsicherten Mannes. Kann man nur hoffen, dass er bald wieder sein inneres Gleichgewicht findet.“ Dem Drehbuchautor Markus Fenner wird vorgeworfen, „dass er seine Charaktere offensichtlich nicht ernst [nehmen würde], was noch schlimmer sei, als mangelnde Verdichtung und schlechter Klamauk.“
Moviepilot urteilte folgendermaßen: „Die schräge Story und die illustre Besetzung waren bemerkenswert. André Eisermann überzeugte als durchgeknallter TV-Mystiker mit direktem Draht zu den Erzengeln, Sabine Timoteo verstärkte mit ihrer drög-burschikosen Art als Schweizer Kollegin das Ermittlerteam und Fassbinder-Veteranin Irm Hermann durfte als ironisches Medium Fefi die Weltsicht der Kommissare auf den Kopf stellen. Das gekonnte Spiel mit der Veralberung und dem Reiz der esoterischen Welt machte den Charme dieses Krimis aus. Spannend war das Ganze dabei dann nur bedingt, unterhaltsam aber alle mal.“
Der TV-Kritiker und Medienjournalist Rainer Tittelbach urteilte: „Die finale List der Kommissare, den bösesten Buben dieser märchenhaften Krimikomödie dran zu kriegen durch eine sittenwidrige Mordanklage wider besseren Wissens [sic!], um ihn dazu zu zwingen, zwei nicht beweisbare Mordversuche zuzugeben, passt ins Bild dieses ungewöhnlichen ‚Tatorts‘, der nicht jedermanns Sache sein dürfte. Besonders Laune machen Irm Hermanns wunderbare Kräuterhexe Fefi und auch die köstlich agierende Sabine Timotei, sonst oft die junge Frau für die seelisch schwierigen Fälle – sie darf sich hier von ihrer komischen Seite zeigen: als staubtrockene Gast-Ermittlerin aus der Schweiz.“
Der Schauspieler Udo Wachtveitl beurteilte die Folge in einem Interview im Jahr 2016 als die schlechteste ihres Tatort-Teams.

### Einschaltquoten
Die Erstausstrahlung von Gesang der toten Dinge am 29. März 2009 wurde in Deutschland von 7,15 Millionen Zuschauern gesehen und erreichte einen Marktanteil von 20,1 % für Das Erste.